# Vikravāndi
Vikravāndi är en ort i Indien.   Den ligger i distriktet Villupuram och delstaten Tamil Nadu, i den södra delen av landet, 1 900 km söder om huvudstaden New Delhi. Vikravāndi ligger 43 meter över havet och antalet invånare är 10 449.
Terrängen runt Vikravāndi är mycket platt. Runt Vikravāndi är det tätbefolkat, med 709 invånare per kvadratkilometer. Närmaste större samhälle är Viluppuram, 12,2 km sydväst om Vikravāndi. Trakten runt Vikravāndi består till största delen av jordbruksmark.